# Принцип максимуму Понтрягіна
Принцип максимуму Понтрягіна —  необхідна умова оптимальності в задачах теорії оптимального управління.
Нехай рух об'єкта описується системою диференціальних рівнянь
{\displaystyle {\frac {dx}{dt}}=f(x,u)},

де х = (х1, …, хn) — векторна функція часу, яка описує траєкторію об'єкта, 

u = (u1, …,um) — керування, яке вибирається в довільний момент часу та із заданої області U, 

f (х, u) = (f1(x, u),..., fn(х, u)) — векторна функція х і u. 

Розглядається задача вибору керування u = u (t) на відрізку [t0, t1] за умови мінімізації функціоналу
{\displaystyle I=\int _{t_{0}}^{t_{1}}f_{0}[x(t),u(t)]\,dt}.

а також при фіксованих положеннях об'єкта в моменти t0 і t1. 

Нехай u0 (t) — оптимальне керування, що розв'язує поставлену задачу, а х0(t) — відповідна траєкторія. 

Тоді Принцип максимуму Понтрягіна стверджує, що за досить загальних умов необхідною умовою оптимальності керування u (t) є існування неперервних функцій  φ0, φ1, …, φn(t), які на відрізку [t0, t1]  задовольняють систему диференціальних рівнянь
{\displaystyle {\frac {d\varphi _{i}(t)}{dt}}=-\sum _{j=0}^{n}{\frac {\partial f_{j}(x_{0},u_{0})}{\partial x_{j}}}\,\varphi _{j}(t);{\frac {d\varphi _{0}(t)}{dt}}=0}

і таких, що лінійна форма
{\displaystyle \sum _{i=0}^{n}\varphi _{i}(t)f_{i}[x(t),u(t)]}

при будь-яких t з відрізка [t0, t1] досягає максимуму по u при u = u0 (t). 

Принцип максимуму Понтрягіна служить відправною точкою 
розв'язування багатьох теоретичних задач оптимального управління і розробки відповідних обчислювальних методів.

## Використання
При вирішенні варіаційних задач класичними методами труднощі виникають у тих випадках, коли відшукувані управляючі дії не належать до класу безперервних функцій або коли на змінні задачі накладені обмеження типу нерівностей. Такого роду завдання носять назву завдань про швидкодію і вирішення їх можна отримати, використовуючи принцип максимуму Понтрягіна.
У вирішенні завдань ракетодинаміки зі складними обмеженнями принцип максимуму Понтрягіна завоював особливу популярність, з чим пов'язаний великий прогрес, досягнутий у всьому світі при вирішенні практичних завдань ракетодинаміки.